# Lee Seul-chan
Đây là một tên người Triều Tiên, họ là Lee.
Lee Seul-chan (tiếng Hàn: 이슬찬; sinh ngày 15 tháng 8 năm 1993) là một cầu thủ bóng đá Hàn Quốc thi đấu ở vị trí hậu vệ hay tiền vệ phòng ngự cho Jeonnam Dragons.

## Sự nghiệp

### Sự nghiệp câu lạc bộ
Anh gia nhập Jeonnam Dragons năm 2012.

## Thống kê sự nghiệp
Tính đến trận đấu diễn ra ngày Ngày 11 tháng 3 năm 2018
| Câu lạc bộ           | Mùa giải             | Giải vô địch         | Giải vô địch | Giải vô địch | Cúp     | Cúp       | Cúp Liên đoàn | Cúp Liên đoàn | Khác    | Khác      | Tổng    | Tổng      |
| Câu lạc bộ           | Mùa giải             | Hạng đấu             | Số trận      | Bàn thắng    | Số trận | Bàn thắng | Số trận       | Bàn thắng     | Số trận | Bàn thắng | Số trận | Bàn thắng |
| -------------------- | -------------------- | -------------------- | ------------ | ------------ | ------- | --------- | ------------- | ------------- | ------- | --------- | ------- | --------- |
| Jeonnam Dragons      | 2012                 | K-League             | 4            | 0            | 0       | 0         | 0             | 0             | 0       | 0         | 4       | 0         |
| Jeonnam Dragons      | 2013                 | K League Classic     | 3            | 0            | 0       | 0         | 0             | 0             | 0       | 0         | 3       | 0         |
| Jeonnam Dragons      | 2014                 | K League Classic     | 1            | 0            | 0       | 0         | 0             | 0             | 0       | 0         | 1       | 0         |
| Jeonnam Dragons      | 2015                 | K League Classic     | 22           | 0            | 3       | 0         | 0             | 0             | 0       | 0         | 25      | 0         |
| Jeonnam Dragons      | 2016                 | K League Classic     | 14           | 0            | 2       | 0         | 0             | 0             | 0       | 0         | 16      | 0         |
| Jeonnam Dragons      | 2017                 | K League Classic     | 33           | 4            | 2       | 0         | 0             | 0             | 0       | 0         | 35      | 4         |
| Jeonnam Dragons      | 2018                 | K League 1           | 2            | 0            | 0       | 0         | 0             | 0             | 0       | 0         | 2       | 0         |
| Tổng cộng sự nghiệps | Tổng cộng sự nghiệps | Tổng cộng sự nghiệps | 79           | 4            | 7       | 0         | 0             | 0             | 0       | 0         | 86      | 4         |